# 반야 (고려)
반야(般若, ? ~ 1376년 음력 3월)는 고려 공민왕의 후궁으로, 우왕(모니노)의 생모이다. 신돈의 노비 출신으로 정확한 가계는 알 수 없으며, 그녀가 신돈의 노비였던 것을 걱정한 공민왕은 그녀의 아들 모니노의 혈통 시비를 예상하여 모니노를 궁인 한씨의 자식이라고 선언하였다.
그러나 우왕 즉위 후 반야는 억울함을 호소하며 우왕이 자신의 아들임을 주장하다가, 명덕태후와 이인임 등에 의해 임진강에 수장되었다.

## 생애
원래 신돈의 여종으로, 그 가계는 정확히 알 수 없다. 왕비 노국대장공주를 비롯한 여러 후비들에게서 아이를 얻지 못한 공민왕이 후사 문제로 고민을 하자 신돈이 자신의 여종을 바쳤고, 이렇게 해서 태어난 것이 모니노(우왕)이다.
한편 그녀가 신돈의 여종이었다는 사실은 훗날 이성계 일파가 우왕과 창왕을 폐위시키는데 중요한 구실이 되었다. 실제로 조선의 학자들이 편찬한 정사인 《고려사》에는 반야를 신돈의 첩으로 기록하고 있으며, 반야가 신돈과 관계를 맺어 낳은 아이가 우왕이라고 하고 있다.
공민왕은 1371년(공민왕 20년) 신돈을 수원으로 유배보내고 우왕을 후사로 삼았으며, 이 때 우왕을 궁인 한씨가 낳은 아이라고 말한다. 이 때문에 우왕이 즉위한 후인 1376년(우왕 2년) 음력 3월 그녀가 몰래 태후궁에 들어가, '내가 주상을 낳았는데 어찌 한씨를 어머니라고 할 수 있는가'라며 그 억울함을 따지다가 도리어 죄를 받고 임진강에 수장되었다. 그러나 《고려사》가 조선시대에 들어와 편찬된 것을 감안할 때, 이 내용을 그대로 믿기에는 어려운 점이 있다.
반야(般若)가 밤에 남몰래 태후궁에 들어가 울부짖으며 말하기를,
“내가 실제로 주상(우왕)을 낳았는데, 어째서 한씨(순정왕후)를 어머니라고 합니까?”
라고 하니, 태후(명덕태후)가 쫓아냈다.

이인임(李仁任)이 반야를 하옥시키고 대간과 순위부에서 합동으로 치죄하게 하니,
반야가 새로 건축한 중문(中門)을 가리키면서 부르짖기를,
“하늘이 내 원한을 안다면 이 문이 반드시 무너질 것이다!” 고 하였다.

사의(司議) 허시(許時)가 그 문에 들어서려고 하는데 문이 저절로 무너졌으며,
허시는 겨우 목숨을 건졌다.

사람들이 자못 그것을 괴이하게 여겼으나, 결국 반야를 임진강에 던지고
그 친족인 판사 용거실(龍居實)을 참형에 처했다.— 《고려사》 권133, 열전 권제46, 우왕 2년(1376년) 3월

공민왕에게서 정식으로 왕비로 인정받지 못하였고, 더욱이 아들 우왕과 손자 창왕은 훗날 폐위되었기 때문에 그녀의 시호는 없으며, 무덤 또한 어디에 있는지 전하지 않는다.

## 가족 관계
- 남편 : 공민왕(恭愍王, 1330 ~ 1374)
  - 아들 : 우왕(禑王, 1365 ~ 1389)
    - 손자 : 창왕(昌王, 1380 ~ 1389)

## 반야가 등장하는 작품
- 《개국》(KBS, 1983, 배우:금보라)
- 《신돈》(MBC, 2005, 배우:서지혜, 방준서, 전하은)
- 《대풍수》(SBS, 2012, 배우:이윤지, 박민지)

## 같이 보기
- 폐가입진
- 공양왕